# Tea with Grandma

Tea with Grandma est un court-métrage américain de Jonathan Fahn, sorti en 2001.

## Distribution
- Tippi Hedren : Rose
- Jennie Fahn : Jamie